# Delmart Vreeland

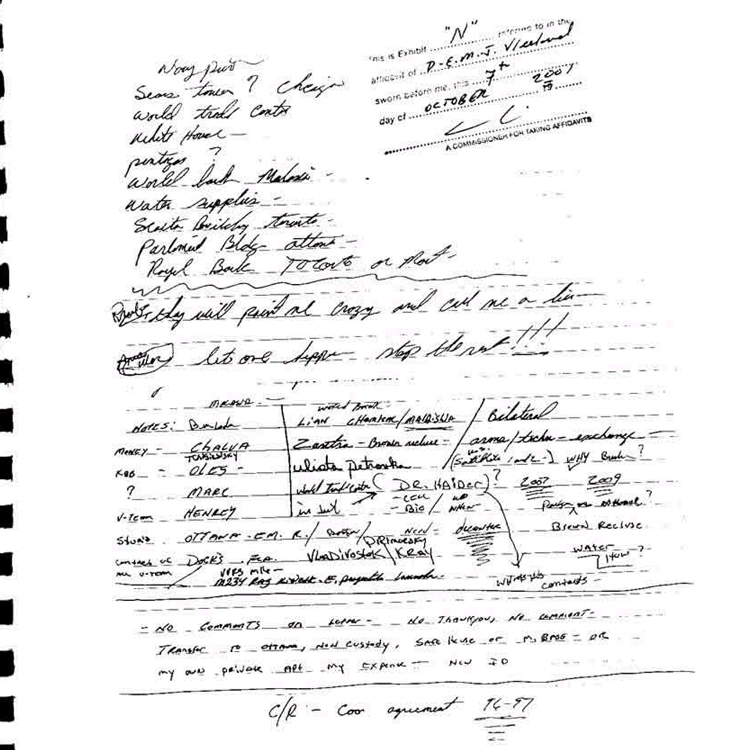
Delmart Vreeland nota

Delmart Vreeland (Michigan, 20 mei 1966) is een Amerikaans oplichter die meerdere keren is aangehouden en veroordeeld wegens fraude, heling, brandstichting en inbraak in de Verenigde Staten en Canada. Hij werd ook gezocht wegens betrokkenheid bij kinderprostitutie in Iowa.
Vreeland beweerde een spion te zijn geweest voor de Amerikaanse marine en de aanslagen van 11 september 2001 op het World Trade Center te hebben voorzien.
Met een nepnummer met antwoordapparaat, wist hij ooit geloofwaardig te maken in een Canadese rechtbank dat hij voor de CIA werkte. Bij de Amerikaanse marine is hij onbekend.